# Telegrafska agencija nove Jugoslavije
Telegrafska agencija nove Jugoslavije (krat. TANJUG) je novinska agencija osnovana 5. studenoga 1943. godine. Osnovni zadatak joj je obavješćivati javnost o antifašističkoj borbi jugoslavenskih komunista u okupiranoj Jugoslaviji.
Bila je jedinom i povlaštenom novinskom agencijom u Titovoj SFRJ.
Uoči raspada SFRJ Tanjug o hrvatskoj višestranačkoj i demokratskoj politici šalje u svjetsku javnost vijesti koje su odgovarale politici tadašnjeg režima u Beogradu.
Od 1992. Tanjug je bio novinska agencija SRJ, od 2003. novinska agencija SCG, a od 2006. nacionalna novinska agencija Republike Srbije.

## Vanjske poveznice
- Povijest  Arhivirana inačica izvorne stranice od 2. srpnja 2008. (Wayback Machine)